# Ophthalmis bambucina
Ophthalmis bambucina är en fjärilsart som beskrevs av Johann Friedrich von Eschscholtz 1821. Ophthalmis bambucina ingår i släktet Ophthalmis och familjen nattflyn. Inga underarter finns listade i Catalogue of Life.